# 岩手県立金ケ崎高等学校
岩手県立金ケ崎高等学校（いわてけんりつ かねがさきこうとうがっこう）は、岩手県胆沢郡金ケ崎町に所在する公立の高等学校。通称「金高」（かねこう）。

## 設置学科
- 普通科

## 沿革
- 1948年（昭和23年） - 岩手県立水沢高等学校定時制課程金ケ崎分校として創設。
- 1964年（昭和39年） - 現在地の新校舎に移転。
- 1967年（昭和42年） - 岩手県立金ケ崎高等学校として独立。
- 1990年（平成2年） - 情報処理コース設置。
- 2000年（平成12年） - 情報処理コース募集停止。
- 2018年（平成30年） - 創立70周年記念式典挙行。

## 教育目標
- 「真理・前進・友愛」

## 出身有名人
- 白鳥加奈子（ファッションモデル）
- 裕子と弥生（本名・千葉祐子、千葉弥生/双子の演歌歌手）
- 津田禎（青森テレビ社員、元アナウンサー）

## アクセス・通学
奥州市方面から通う生徒は、東北本線で金ケ崎駅まで移動し金ケ崎駅に置いた自転車で高校まで通学している。また、北上市方面から通う生徒は、東北本線で六原駅まで移動し六原駅に置いた自転車、もしくは徒歩で高校まで通学している。ただし、北上市南部在住の生徒は、比較的通学距離が短めというのもあり、公共交通機関を使わず自転車で通学する生徒が多い。
遠方在住で公共交通機関を利用しての通学が困難な生徒に限り、2年次より冬季間を除きミニバイクでの通学が許可されている。その際は、使用するミニバイクのリア部分に高校名と通し番号が入ったマッドフラップを取り付けなくてはいけない。
- 水沢金ケ崎線「金ケ崎高校前」バス停より徒歩5分
- JR東北本線六原駅から徒歩20分
- JR東北本線金ケ崎駅から徒歩30分(冬の場合は約35分)